# Junya Ito
Pour les articles homonymes, voir Ito.
Junya Ito (伊東 純也, Itō Junya), né le 9 mars 1993 à Yokosuka (Japon), est un footballeur international japonais qui évolue au poste d'ailier droit au KRC Genk.

## Biographie

### En club

#### Ventforet Kōfu
Natif de Yokosuka, dans la banlieue de Yokohama, au Japon, Junya Ito commence sa carrière de joueur professionnel de football à l'âge de 22 ans pour le club de première division japonaise du Ventforet Kōfu en provenance de l'université de Kanagawa.
Enrôlé par Kashiwa Reysol en janvier 2016, Ito inscrit sept buts en première division japonaise lors de la saison 2016 avec l'équipe[réf. nécessaire]. Le 3 novembre 2016, il est l'auteur d'un doublé en championnat, sur la pelouse de l'Avispa Fukuoka (victoire, 0-4).

#### KRC Genk
Prêté pour une saison et demie avec option d'achat au KRC Genk, qui cherche alors un ailier rapide, le club belge décide de lever cette dernière, d'1 700 000 euros, à l'arrêt de la saison 2019-2020 dû à la pandémie de Covid-19. Sous contrat jusqu’en 2023 alors le club genkois, Junya Ito se montre décisif dès ses débuts en Europe avec trois buts et deux passes décisives de le titre de champion en Genk en 2019,. Buteur en finale de la Coupe de Belgique 2020-2021 gagnée sur le score de 2 buts à 1 contre le Standard de Liège, l'ailier droit s'affirme également comme un passeur doué.

#### Stade de Reims
Le 29 juillet 2022, Junya Ito s'engage en faveur du Stade de Reims en paraphant un contrat de quatre ans. Recruté pour un montant de dix millions d'euros, sa clause libératoire, le joueur japonais choisit le no 39 pour signifier « merci » (le chiffre 3 se prononce « san » et le neuf « kyu » soit thank you en anglais). Le 28 août 2022, il inscrit son premier but sur une tête à domicile contre l'Olympique lyonnais lors de la 4e journée de championnat. Après un nouveau but contre l'ESTAC Troyes le 2 octobre, il reçoit un carton rouge pour un tacle au genou sur Jackson Porozo. De retour après deux matchs de suspension, Junya Ito marque le but de la victoire à la 87e minute contre l'AJ Auxerre.

#### KRC Genk
Le 9 août 2025, Junya Ito quitte le Stade de Reims après trois saisons et revient au KRC Genk en paraphant un contrat de trois ans, soit jusqu'en juin 2028,,. Le montant du transfert est estimé à 5 millions d'euros bonus inclus,.

### En sélection nationale
Junya Ito dispute sa première compétition internationale lors de la Coupe d'Asie des nations 2019 où il atteindra la finale du tournoi avec sa sélection. Le 1er novembre 2022, il est sélectionné par Hajime Moriyasu pour participer à la Coupe du monde 2022 au Qatar. Il délivre une passe décisive lors du match face à l'Espagne, où le Japon s'impose 2 buts à 1. Le 1er janvier 2024, il est retenu dans la liste des vingt-six joueurs japonais sélectionnés par Hajime Moriyasu pour disputer la Coupe d'Asie des nations 2023 disputée au Qatar.

## Statistiques

### En club
| Saison                | Club                  | Championnat           | Championnat | Championnat | Championnat | Coupe nationale | Coupe nationale | Coupe nationale | Coupe de la Ligue | Coupe de la Ligue | Coupe de la Ligue | Supercoupe | Supercoupe | Supercoupe | Compétition(s) continentale(s) | Compétition(s) continentale(s) | Compétition(s) continentale(s) | Compétition(s) continentale(s) | Total | Total | Total |
| Saison                | Club                  | Division              | M.          | B.          | P.d.        | M.              | B.              | P.d.            | M.                | B.                | P.d.              | M.         | B.         | P.d.       | Comp.                          | M.                             | B.                             | P.d.                           | M.    | B.    | P.d.  |
| 2015                  | Ventforet Kōfu        | J1 League             | 30          | 4           | 2           | 2               | 0               | 1               | 6                 | 0                 | 0                 | -          | -          | -          | -                              | -                              | -                              | -                              | 38    | 4     | 3     |
| 2016                  | Kashiwa Reysol        | J1 League             | 33          | 7           | 5           | 2               | 0               | 1               | 6                 | 0                 | 1                 | -          | -          | -          | -                              | -                              | -                              | -                              | 41    | 7     | 7     |
| 2017                  | Kashiwa Reysol        | J1 League             | 34          | 6           | 6           | 4               | 0               | 2               | 4                 | 0                 | 0                 | -          | -          | -          | -                              | -                              | -                              | -                              | 42    | 6     | 8     |
| 2018                  | Kashiwa Reysol        | J1 League             | 34          | 6           | 12          | 1               | 1               | 3               | -                 | -                 | -                 | -          | -          | -          | ACL                            | 6                              | 2                              | 2                              | 41    | 9     | 17    |
| Sous-total            | Sous-total            | Sous-total            | 101         | 19          | 23          | 7               | 1               | 6               | 10                | 0                 | 1                 | -          | -          | -          | -                              | 6                              | 2                              | 2                              | 124   | 22    | 32    |
| 2018-2019             | KRC Genk (prêt)       | Division 1A           | 13          | 3           | 2           | -               | -               | -               | -                 | -                 | -                 | -          | -          | -          | C3                             | 1                              | 0                              | 0                              | 14    | 3     | 2     |
| 2019-2020             | KRC Genk (prêt)       | Division 1A           | 29          | 5           | 7           | 2               | 1               | 2               | -                 | -                 | -                 | 1          | 0          | 0          | C1                             | 6                              | 0                              | 0                              | 38    | 6     | 9     |
| 2020-2021             | KRC Genk              | Division 1A           | 38          | 11          | 16          | 4               | 1               | 0               | -                 | -                 | -                 | -          | -          | -          | -                              | -                              | -                              | -                              | 42    | 12    | 16    |
| 2021-2022             | KRC Genk              | Division 1A           | 39          | 8           | 18          | 1               | 0               | 0               | -                 | -                 | -                 | 1          | 0          | 0          | C1+C3                          | 2+6                            | 0+0                            | 1+2                            | 49    | 8     | 21    |
| 2022-2023             | KRC Genk              | Division 1A           | 1           | 0           | 1           | -               | -               | -               | -                 | -                 | -                 | -          | -          | -          | -                              | -                              | -                              | -                              | 1     | 0     | 1     |
| Sous-total            | Sous-total            | Sous-total            | 120         | 27          | 44          | 7               | 2               | 2               | -                 | -                 | -                 | 2          | 0          | 0          | -                              | 15                             | 0                              | 3                              | 144   | 29    | 49    |
| 2022-2023             | Stade de Reims        | Ligue 1               | 35          | 6           | 5           | 1               | 0               | 0               | -                 | -                 | -                 | -          | -          | -          | -                              | -                              | -                              | -                              | 36    | 6     | 5     |
| 2023-2024             | Stade de Reims        | Ligue 1               | 31          | 3           | 7           | -               | -               | -               | -                 | -                 | -                 | -          | -          | -          | -                              | -                              | -                              | -                              | 31    | 3     | 7     |
| 2024-2025             | Stade de Reims        | Ligue 1               | 33+1        | 4           | 5           | 5               | 0               | 0               | -                 | -                 | -                 | -          | -          | -          | -                              | -                              | -                              | -                              | 39    | 4     | 5     |
| Sous-total            | Sous-total            | Sous-total            | 100         | 13          | 17          | 6               | 0               | 0               | -                 | -                 | -                 | -          | -          | -          | -                              | -                              | -                              | -                              | 106   | 13    | 17    |
| Total sur la carrière | Total sur la carrière | Total sur la carrière | 351         | 63          | 86          | 22              | 3               | 9               | 16                | 0                 | 1                 | 2          | 0          | 0          | -                              | 21                             | 2                              | 5                              | 412   | 68    | 101   |

### En sélection nationale
| Saison                | Sélection             | Phases finales             | Phases finales | Phases finales | Phases finales | Éliminatoires | Éliminatoires | Éliminatoires | Éliminatoires | Amicaux | Amicaux | Amicaux | Total | Total | Total |
| Saison                | Sélection             | Comp.                      | M.             | B.             | P.d.           | Comp.         | M.            | B.            | P.d.          | M.      | B.      | P.d.    | M.    | B.    | P.d.  |
| --------------------- | --------------------- | -------------------------- | -------------- | -------------- | -------------- | ------------- | ------------- | ------------- | ------------- | ------- | ------- | ------- | ----- | ----- | ----- |
| 2017                  | Japon                 | Coupe d'Asie de l'Est 2017 | 3              | 0              | 0              | -             | -             | -             | -             | -       | -       | -       | 3     | 0     | 0     |
| 2018                  | Japon                 | -                          | -              | -              | -              | -             | -             | -             | -             | 4       | 2       | 1       | 4     | 2     | 1     |
| 2019                  | Japon                 | Coupe d'Asie 2019          | 5              | 0              | 0              | CdM 2022      | 3             | 0             | 3             | 2       | 0       | 0       | 10    | 0     | 3     |
| 2019                  | Japon                 | Copa América 2019          | -              | -              | -              | CdM 2022      | 3             | 0             | 3             | 2       | 0       | 0       | 10    | 0     | 3     |
| 2020                  | Japon                 | -                          | -              | -              | -              | -             | -             | -             | -             | 3       | 0       | 0       | 3     | 0     | 0     |
| 2021                  | Japon                 | -                          | -              | -              | -              | CdM 2022      | 7             | 4             | 3             | 2       | 1       | 0       | 9     | 5     | 3     |
| 2022                  | Japon                 | Coupe du monde 2022        | 4              | 0              | 1              | CdM 2022      | 4             | 2             | 1             | 5       | 0       | 1       | 13    | 2     | 3     |
| 2023                  | Japon                 | -                          | -              | -              | -              | CdM 2026      | 1             | 0             | 4             | 7       | 4       | 3       | 8     | 4     | 7     |
| 2024                  | Japon                 | Coupe d'Asie 2023          | 3              | 0              | 0              | CdM 2026      | 6             | 1             | 6             | 1       | 0       | 0       | 10    | 1     | 6     |
| 2025                  | Japon                 | -                          | -              | -              | -              | CdM 2026      | 2             | 0             | 1             |         |         |         | 2     | 0     | 1     |
| Total sur la carrière | Total sur la carrière | Total sur la carrière      | 15             | 0              | 1              | -             | 23            | 7             | 18            | 24      | 7       | 5       | 62    | 14    | 24    |

## Palmarès

### En club
| KRC Genk (4) | Stade de Reims                        |
| --- | ------------------------------------- |
| - Championnat de Belgique (1) - Champion : 2019. - Vice-champion : 2021 et 2023. - Coupe de Belgique (1) - Vainqueur : 2021. - Supercoupe de Belgique (2) - Vainqueur : 2019. - Finaliste : 2021. | - Coupe de France - Finaliste : 2025. |

### En sélection nationale
| Japon                                          |
| ---------------------------------------------- |
| - Coupe d'Asie des nations - Finaliste : 2019. |